# Falcon Lake
Falcon Lake è un film del 2022 diretto da Charlotte Le Bon.
Il soggetto è tratto dal romanzo a fumetti Une sœur di Bastien Vivès che ha sceneggiato la pellicola insieme alla regista e a François Choquet.
La pellicola è stata presentata in anteprima alla Quinzaine des Réalisateurs del Festival di Cannes 2022.

## Trama
Il tredicenne Bastien, con i genitori e il fratellino Titì, giunge dalla Francia in uno chalet tra i boschi, nei pressi di un lago del Québec, per trascorrere parte delle vacanze estive. La mamma Violette è nata da queste parti e vi ritrova l'amica Louise che con la sedicenne figlia Chloé trascorrerà insieme a loro la vacanza.
Gli spazi sono limitati e i tre ragazzi condividono la stessa stanza. Il timido Bastien è fatalmente attratto da Chloé che è divertita dalla situazione e dall'idea di dover insegnare tutto a un ragazzino che ha paura persino dell'acqua. Lei, per quanto si mostri esperta e disinibita, è comunque ugualmente alle prime esperienze sentimentali e appare infantile per certi aspetti. Ad esempio la ragazza racconta la storia di un fantasma che aleggerebbe sul lago, dopo la tragica morte per annegamento di un ragazzino. La storia ha l'effetto di terrorizzare ulteriormente Bastien ma gli amici di Chloé, informatisi, affermano che lei si sia inventato tutto. 
Col passare dei giorni Bastien è sempre più legato alla ragazza che asseconda in tutto. Con la promessa di fargli vedere il seno, riesce persino a farlo inoltrare nel lago. Sempre più eccitato dalla situazione, una sera Bastien, interrogato da un amico di lei, dice di averci fatto l'amore. Si tratta di una bugia che indispettirà Chloé con la quale, comunque, un primo approccio sessuale si verifica. La notte prima della partenza Chloé, come faceva spessissimo, lascia la casa per andare dagli amici. Di nascosto Bastien la segue, ma viene poi scoperto dagli altri che lo invitano a bere. Deve sopportare la vista di Chloé che, dimenticato Jonathan, ora flirta con Oliver. Quando tutti si tuffano in acqua, Bastien è sul punto di andarsene, ma poi ci ripensa e prova a vincere le sue paure.
Con il buio e gli altri ormai allontanati, si tuffa e si lancia nell'acqua alta, annaspando.
In seguito i genitori di Bastien e il piccolo Titì lasciano mestamente la casa per andarsene poi in auto, dopo una sosta di fronte al lago. Quindi spunta fuori uno spaesato Bastien che vede Chloé di spalle, sul pontile del lago, e prova a chiamarla ma lei non sembra sentirlo né vederlo...

## Produzione
Il film è stato girato prevalentemente a Gore, nella municipalità di Argenteuil, Québec, nell'estate del 2021.
La regista, alla sua opera prima, ha spostato l'azione dalla Bretagna del romanzo originale, alla regione del Laurentides nel sud del Québec.

## Riconoscimenti
- 2022 - Premio Louis-Delluc
  - Premio Louis-Delluc per l'opera prima a Charlotte Le Bon
- 2022 - Festival del cinema americano di Deauville
  - Premio regista canadese emergente a Charlotte Le Bon
- 2023 - Premio César
  - Candidatura per la migliore opera prima a Charlotte Le Bon
- 2023 - Canadian Screen Awards
  - Premio Claude-Jutra per la migliore opera prima a Charlotte Le Bon
  - Candidatura al Premio Génie per il miglior film
  - Candidatura al Premio Génie per la miglior regia a Charlotte Le Bon
  - Candidatura per il miglior attore protagonista a Joseph Engel
  - Candidatura per la miglior attrice non protagonista a Sara Montpetit
  - Candidatura per la miglior sceneggiatura non originale a Charlotte Le Bon
- 2023 - Premio Jutra
  - Premio Iris per il miglior film al di fuori del Quebec
  - Premio Iris per la migliore opera prima a Charlotte Le Bon
  - Candidatura come miglior film
  - Candidatura per la miglior attrice a Sara Montpetit
  - Candidatura per la miglior fotografia a Kristof Brandl
  - Candidatura per il miglior sonoro a Stephen De Oliveira, Séverin Favriau e Stéphane Thiébaut